# 傑伝寺
傑伝寺（けつでんじ）は、埼玉県川口市にある曹洞宗の寺院。

## 歴史
1661年（寛文元年）、万照高国禅師英峻によって開山された。英峻は越前国（現・福井県）の曹洞宗大本山永平寺の貫首（住職）であったが、隠居寺として創建したのが当寺の起源である。その際に、支援者だった小浜藩初代藩主の酒井忠勝を開基とした。そういう経緯もあり酒井家の菩提寺となっている。また沼田藩の藩主真田信澄により当寺が整備された。「天桂山傑伝寺」という山号寺号は信澄の父信吉の戒名「天桂院殿前河州大守月岫浄珊大居士」と忠勝の戒名「空印寺殿傑伝長英大居士」から採られている。
当時の境内は6,000坪もあり、かつての本郷城跡地に建てられたという。この本郷城は太田道灌が築城したものである。
その後は廃仏毀釈、檀家・酒井家の小浜市引き揚げもあり、寺運衰微してしまった。昭和中期より再建に努めた。そのため、現在の建物のほとんどは昭和以降に建てられたものである。

## 交通アクセス
- 路線バス東中学校南停留所より徒歩7分。